# Bauvorlageberechtigung
Die Bauvorlageberechtigung in Deutschland ist erforderlich, um Genehmigungsplanungen für die Änderung bzw. Errichtung sowie den Abbruch von Bauwerken als verantwortlicher Planfertiger unterzeichnen zu dürfen. Der bauvorlageberechtigte Entwurfsverfasser ist für deren Inhalt öffentlich-rechtlich verantwortlich.
Die Bauvorlageberechtigung wird durch Bauordnungen nach Landesrecht geregelt, dadurch können sich landesspezifische Ausprägungen ergeben.

## Große Bauvorlageberechtigung
Über die Große Bauvorlageberechtigung (für alle Bauwerke) verfügt insbesondere:
- wer die geschützte Berufsbezeichnung Architekt trägt (Voraussetzung ist die Mitgliedschaft in einer Architektenkammer)
- wer die Berufsbezeichnung Bauingenieur trägt und in einer Ingenieurkammer in eine Liste der Bauvorlageberechtigten Ingenieure eingetragen ist

## Kleine Bauvorlageberechtigung
Die Kleine Bauvorlageberechtigung gilt in den Bundesländern Bayern, Baden-Württemberg, Berlin, Hamburg, Bremen, Hessen, Niedersachsen, Sachsen-Anhalt, Sachsen und Schleswig-Holstein:
Handwerksmeister des Bauhauptgewerbes (Maurer, Zimmerer und Betonbauer), Bautechniker sowie Absolventen der Studiengänge Architektur, Innenarchitektur und Bauingenieurwesen, auch wenn letztere nicht in der Liste der Bauvorlageberechtigten geführt werden, sind berechtigt, Bauanträge einzureichen für Wohngebäude mit max. 2 Wohneinheiten und insgesamt max. 200 m² Wohnfläche, eingeschossige gewerbliche Gebäude bis max. 200 m² Bruttogeschossfläche und 3 m Wandhöhe, kleinere landwirtschaftliche Betriebsgebäude der Gebäudeklassen 1–3 bis 200 m² Brutto-Grundfläche des Erdgeschosses, Garagen bis 200 m² Nutzfläche. Wer aufgrund des Hessischen Architekten- und Stadtplanergesetzes die Berufsbezeichnung „Innenarchitektin“ oder „Innenarchitekt“ führen darf, ist über die kleine Bauvorlageberechtigung hinaus bauvorlageberechtigt für die mit dieser Berufsaufgabe verbundenen baulichen Änderungen von Gebäuden.
In Nordrhein-Westfalen gibt es seit 2024 ebenfalls eine eingeschränkte Bauvorlageberechtigung für Meisterin oder Meister des Maurer-, Betonbauer- oder des Zimmererhandwerks. Diese sind nach Anerkennung für Gebäude der Gebäudeklasse 1 und 2 bauvorlageberechtigt. Umgangssprachlich wird auch hier von einer "kleinen Bauvorlagenberechtigung" gesprochen.
Je nach Bundesland und jeweiliger Landesbauordnung wird der Entwurfsverfasser auch als Objektplaner oder Planfertiger bezeichnet. Die Landesbauordnungen und Regelwerke der Architektenkammern und Ingenieurkammern regeln die Anforderungen an den Entwurfsverfasser. Gemäß der Landesbauordnung für Baden-Württemberg dürfen auch Innenarchitekten als Entwurfsverfasser bestellt werden. Dies gilt z. B. für Wohngebäude mit einem Vollgeschoß bis zu 150 m² Grundfläche.
Während traditionell die Bauvorlageberechtigung auch sämtliche Nachweisberechtigungen umfasste, kam es im Zuge der Bauordnungsnovellen der letzten Jahre hier teilweise zu unterschiedlichen Entwicklungen für die verschiedenen Nachweise, wie Standsicherheit, Schallschutz, Brandschutz, Wärmeschutz usw.
Aufgrund der deutlich größeren Verantwortung der Bauvorlageberechtigten durch die Bauordnungsnovellen der letzten Jahre fordern viele Fachleute, Bauvorlageberechtigte und die Ingenieurkammern, dass nach dem Vorbild der Architekten auch die Bauingenieure Pflichtmitglieder der Ingenieurkammer sein müssen, um die große Bauvorlageberechtigung zu erhalten, wie dies bereits im Saarland der Fall ist. Nur dadurch könne die Kammer die ordnungsgemäße Berufsausübung, Fortbildung, Versicherung usw. der Bauvorlageberechtigten im Sinne von Sicherheit und Verbraucherschutz überwachen.

## Bauvorlageberechtigung beim Eisenbahn-Bundesamt
Das Eisenbahn-Bundesamt (EBA) ist für die Bauaufsicht über Betriebsanlagen der Eisenbahnen des Bundes verantwortlich. Von Bauvorlageberechtigten verlangt das EBA, dass sie über Sachkunde in der Eisenbahntechnik verfügen. Wenn bei Baumaßnahmen der Eisenbahnbetrieb betroffen ist, sind zusätzlich Kenntnisse im Eisenbahnbetrieb erforderlich. Diese kann durch eine Befähigung als Betriebsbeamter nachgewiesen werden.